# حدائق سوتشو الكلاسيكية
حدائق سوتشو الكلاسيكيّة، يتجسّد المنحى الطبيعي الكلاسيكي الصيني الذي يحرص على إعادة ابتكار المناظر الطبيعيّة مصغّرةً خير تجسيد في حدائق مدينة سوتشو التاريخيّة التسع التي يذيع صيتها عبر العالم على أنّها تحف فنيّة فريدة من نوعها. شيّدت بين القرنين الحادي عشر والتاسع عشر وهي تعكس في ذاتها أهميّة الجمال ما وراء الطبيعي في الثقافة الصينية.

## معرض صور

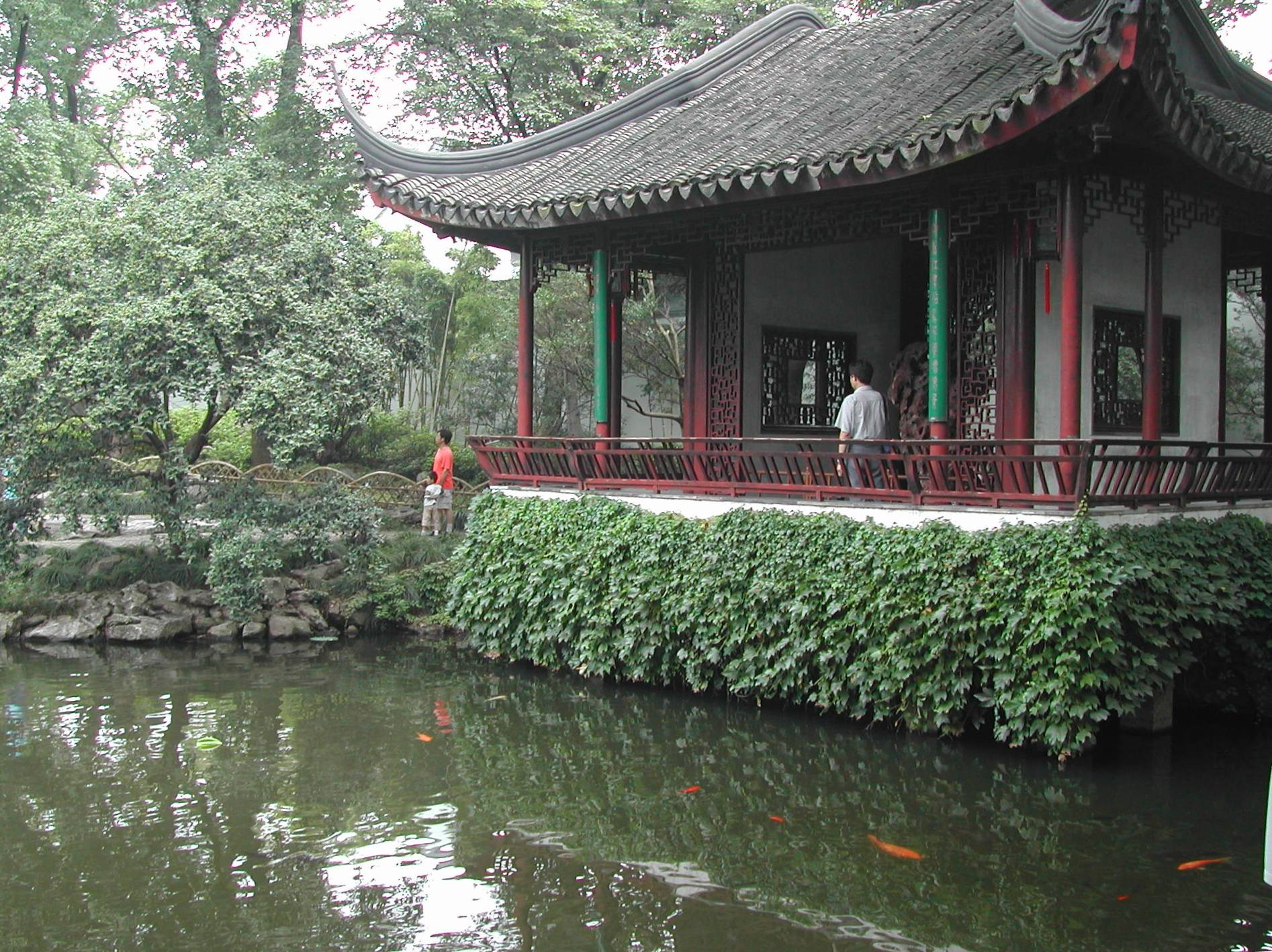
كوخ في الحديقة
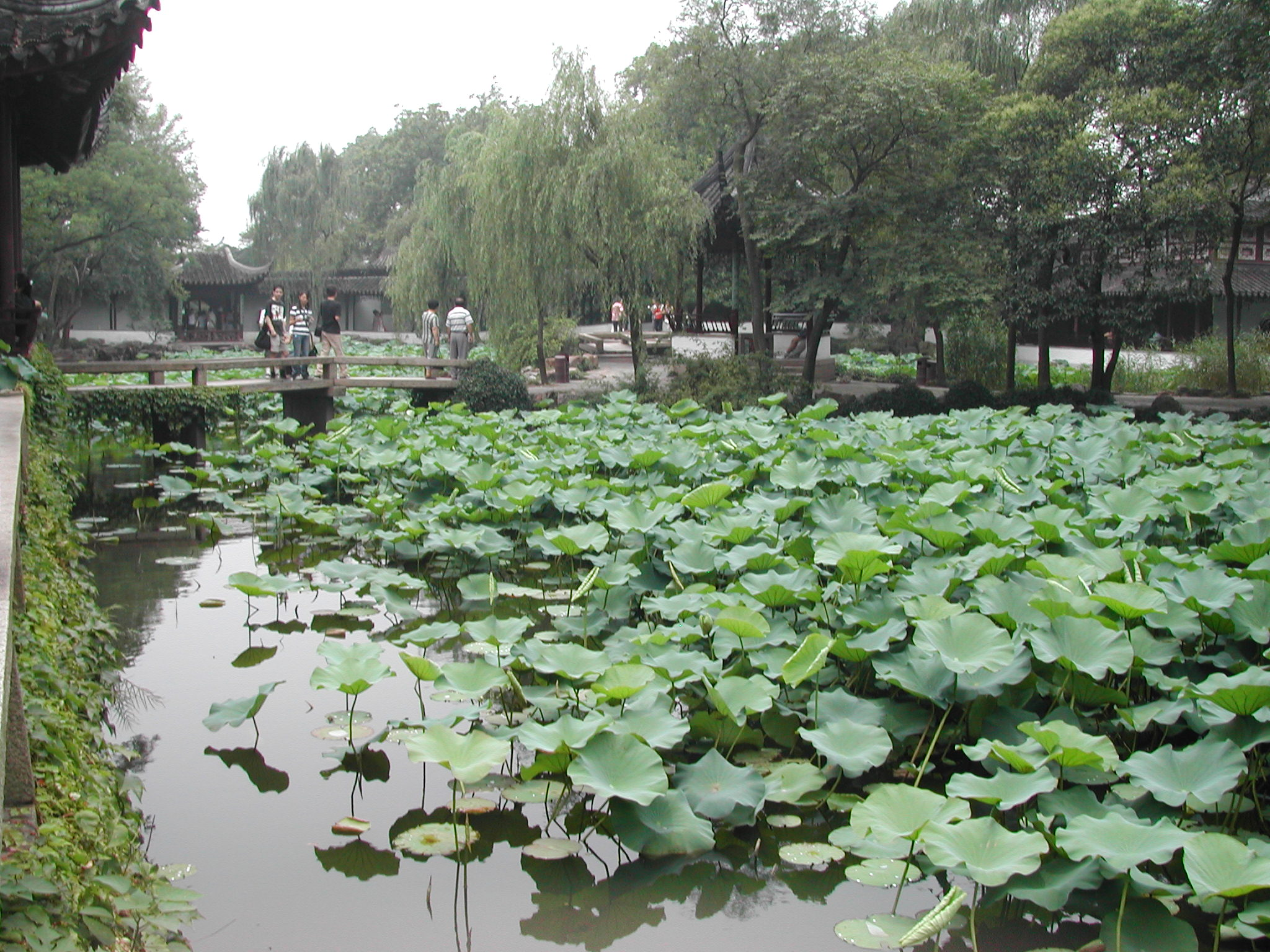
لقطة من الحديقة
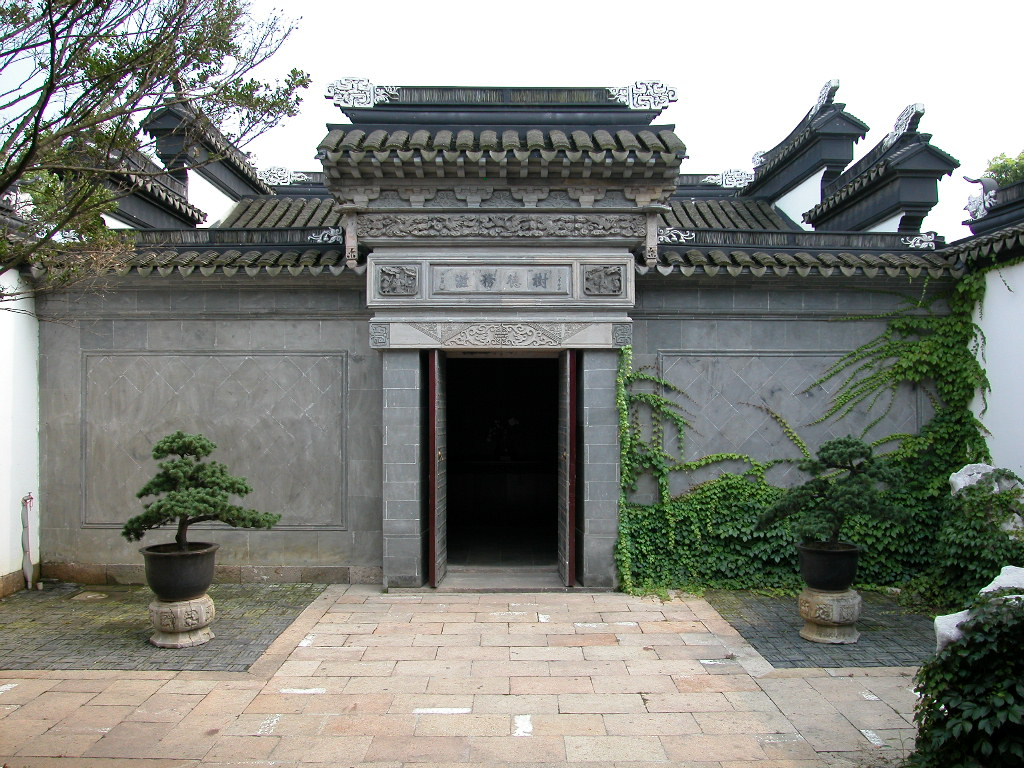
مبنى في الحديقة
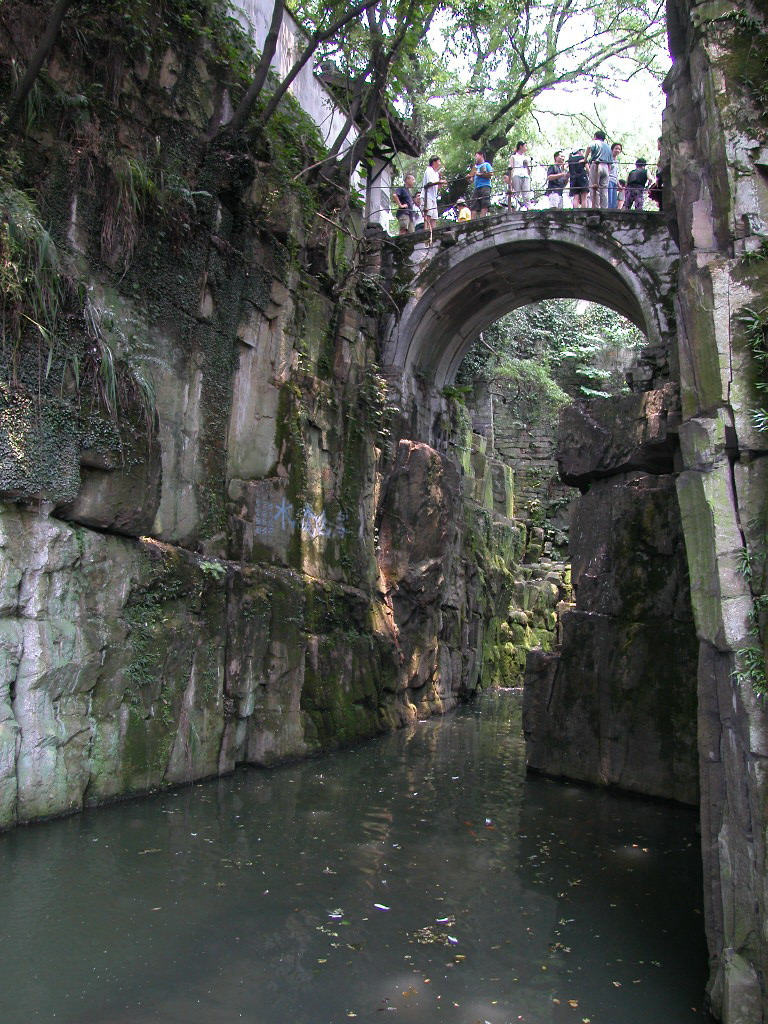
ممر مائي وجسر
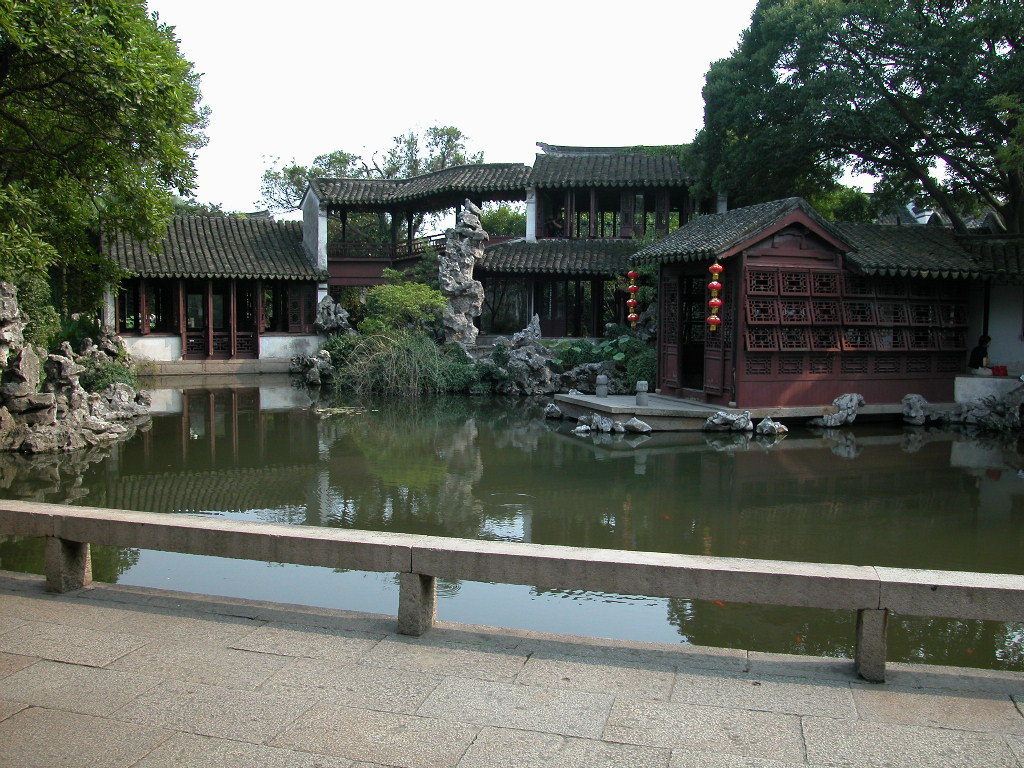
منظر من الجسر
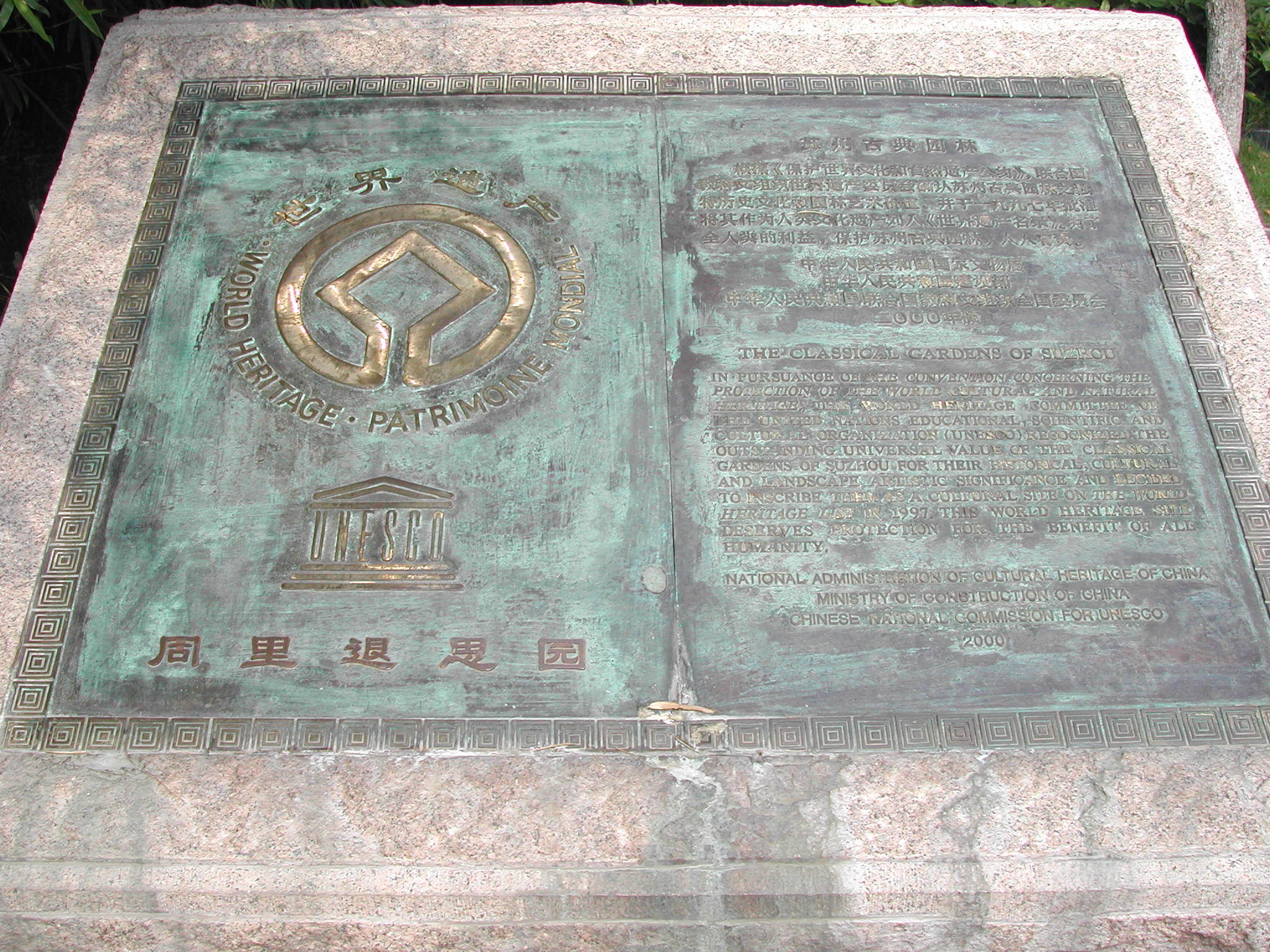
مخطوطة قديمة
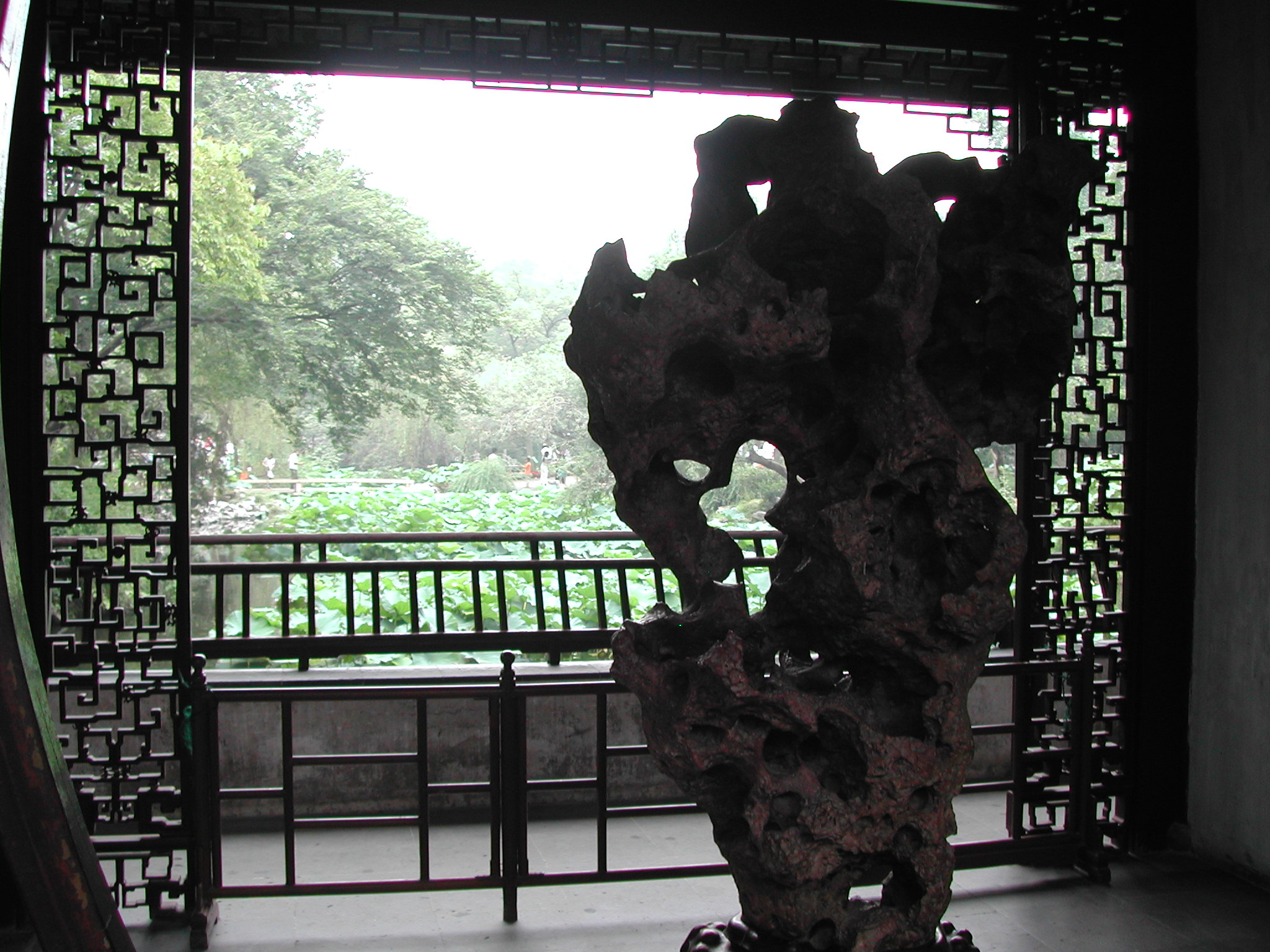
من داخل كوخ